# La Suprema
La Suprema è un traghetto di proprietà della compagnia marittima Grandi Navi Veloci. È stato costruito nei Nuovi Cantieri Apuania ed è stato varato nell'agosto 2002.

## Caratteristiche
Seconda unità della Classe La Superba, al momento del completamento La Suprema era il più grande traghetto passeggeri in servizio nel Mediterraneo, insieme al gemello La Superba; le due navi sono state superate per dimensione dalla Cruise Roma della Grimaldi Lines, completato nel 2008. Costata circa 120 milioni di dollari, la nave può trasportare 2 920 passeggeri alloggiati in 567 cabine e 940 poltrone e 984 automobili distribuite su quattro garage, con una capacità totale di 2 800 metri lineari di carico.
I servizi di bordo includono un ristorante à la carte con 404 posti a sedere, un ristorante self-service con 402 posti a sedere, sei bar, dei quali uno panoramico, piscine, palestra, idromassaggio, negozi, boutique, slot machine, sale da gioco, salotti per la lettura, teatro, cinema, discoteca da 176 posti e una cappella. Delle 567 cabine, 31 sono suites doppie, 6 sono suites presidenziali con balcone e 4 sono attrezzate per accogliere passeggeri disabili.

## Propulsione
La Suprema è dotata di quattro motori Wärtsilä 16V46C, che sviluppano una potenza complessiva di 67200 kW. Spinta da due eliche quadripala a passo variabile, può raggiungere una velocità massima di circa 31 nodi. La nave monta due bow thrusters per una potenza complessiva di 3000 kW,mentre la corrente elettrica e i servizi di bordo sono garantiti da quattro generatori Wärtsilä che sviluppano, complessivamente, 9 360 kW.

## Servizio

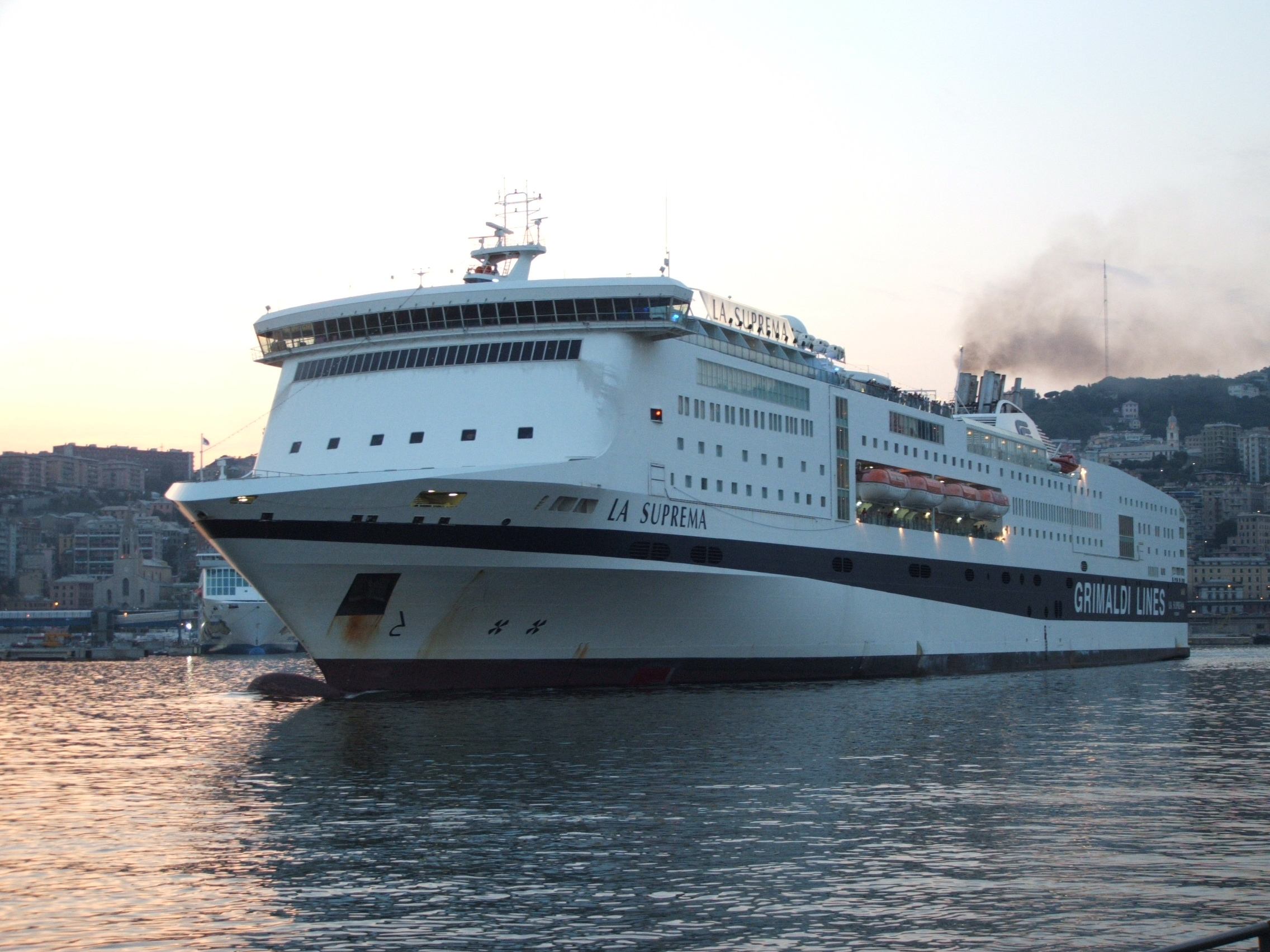
La Suprema a Genova nel 2006 con la vecchia livrea.

La Suprema fu varata ai Nuovi Cantieri Apuania nell’agosto 2002, entrando in servizio nel maggio 2003 sulla rotta Genova-Porto Torres. Negli anni seguenti la nave e la gemella La Superba furono impiegate su diversi collegamenti della compagnia italiana, tra i quali la linea Genova-Palermo. Occasionalmente La Suprema è stata utilizzata anche per mini-crociere nel Mediterraneo, soprattutto nel periodo di Capodanno.
Nel febbraio 2008 la compagnia vietnamita Vinashin Shipping si accordò con GNV per l'acquisto di entrambe le unità al termine della stagione estiva, ma il costo elevato delle due unità pose termine alla trattativa. La Suprema e La Superba rimasero quindi in servizio per GNV, continuando a essere impiegate nei collegamenti su Sicilia e Tunisia. Nell'autunno 2017 La Suprema fu ormeggiata a Portorico, dove fu impiegata come alloggio per il personale impiegato nei soccorsi alla popolazione dell'isola, colpita da un forte uragano.
Dal 22 ottobre 2020 al 31 gennaio 2021 la nave è stata noleggiata dallo Stato italiano come nave quarantena per i migranti sbarcati a Lampedusa, operando nei porti di Lampedusa, Palermo e Augusta.
Dal 20 Marzo 2023 si reca in cantiere a Marsiglia per manutenzione.
Nell'estate 2023 prende servizio sulla rotta Genova-Tunisi.

## Navi gemelle
- La Superba